# Дирміт Ґулія

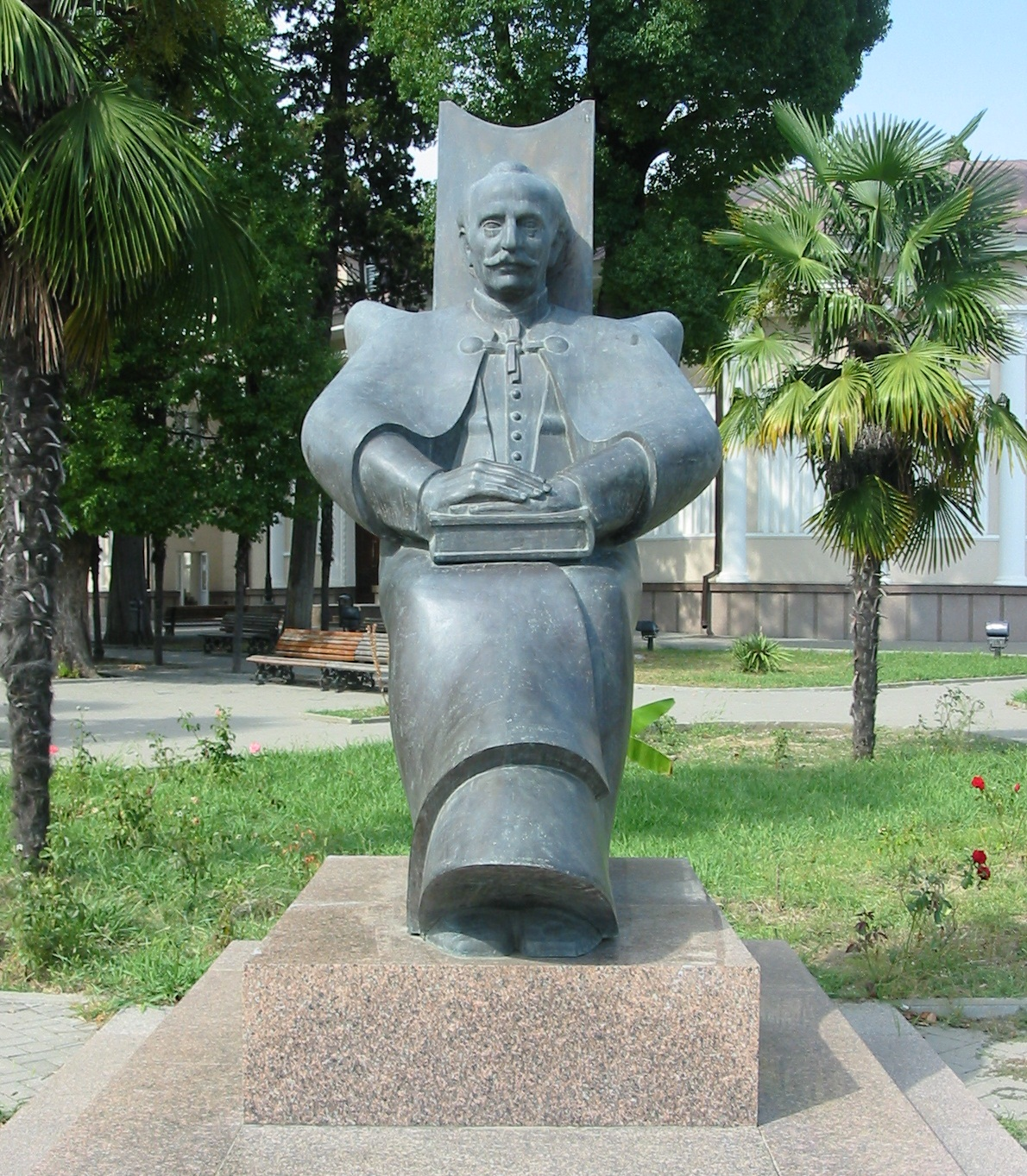
Пам'ятник Дирміту Ґулії в Сухумі

Дирміт Ясиф-іпа Ґулія (Дмитро Йосипович Гуліа) (абх. Дырмит Иасыф-иԥа Гәлиа або Гач Урыс-иԥа Гәлиа, рос. Дми́трий Ио́сифович Гу́лиа) (21 (9) лютого 1874, село Уарча Ґумістинського дистрикту, нині Гульрипський район, Абхазія, Грузія — 7 квітня 1960, село Аґудзера, Абхазька АРСР) — абхазький письменник, народний поет Абхазії (1937). Засновник абхазької письмової літератури. Кандидат історичних наук. Депутат Верховної ради СРСР 4—5-го скликань.

## Життєпис
Народився у бідній селянській родині. При народження отримав ім'я Ґач, проте пізніше, після прийняття християнства змінив ім'я на Дмитро. У ранньому дитинстві, як і більшість гумських абхазів, разом із родиною був виселений до Туреччини, проте його батькові вдалося повернути родину на батьківщину.
Закінчив два класи гімназії в місті Сухумі. Навчався в учительській семінарії в місті Горі (вступив у 1890 році). З 1890 по 1919 рік учителював в школах Абхазії, зокрема викладав у Киндизькій середній школі, Катерининській грецькій школі. 1892 року разом із К. Мачаваріані уклав абхазьку абетку.
У 1919—1921 роках працював редактором першої абхазької газети «Аҧсны» («Абхазія»). 1921 року організував і очолив першу абхазьку театральну трупу. З 1921 року — на педагогічній і науковій роботі. У 1922—1924 роках викладав абхазьку мову в Тифліському державному університеті. З 1940 року — старший науковий співробітник Абхазького (науково-дослідного) інституту мови, літератури та історії Академії наук Грузинської РСР. Член КПРС з 1955 року.

## Зв'язок з Україною
Переклав кілька творів Тараса Шевченка, зокрема «Заповіт», «Кавказ», «Мені однаково, чи буду», «Не завидуй багатому». Автор вірша «Великий Тарас» (1941), статей «В сім'ї вольній, новій» (1938), «Сонячна Абхазія — поетові України» (1939) та ін., передмови до першого абхазького видання творів Т. Г. Шевченка 1939 р. Виступав з доповідями про життя і творчість українського поета.
30 серпня 1938 року разом з дружиною Оленою Андріївною та українською письменницею Варварою Чередниченко Д. Гуліа побував на могилі Тараса Шевченка в Каневі. Оглянувши експозицію, Д. Гуліа записав абхазькою мовою в книзі відвідувачів: «Я був тут, на могилі Тараса Шевченка, біля пам'ятника , а також з приємністю оглянув музей...»
Шевченкові присвячує Д. Гуліа і чудовий вірш під назвою «Великий Тарас». Поет зізнавався: «А ви знаєте , я був на могилі Шевченка в Каневі, розмовляв з ним серцем, як з богатирем поезії народної».
Похований в Сухумі.

## Нагороди
- орден Леніна (28.03.1949)
- три ордени Трудового Червоного Прапора (24.02.1941; 22.02.1954; 17.04.1958)
- медаль «За доблесну працю у Великій Вітчизняній війні 1941—1945 рр.»
- медалі
- народний поет Абхазії